# Thermoniphas rutshurensis
Thermoniphas rutshurensis är en fjärilsart som beskrevs av James John Joicey och Talbot 1921. Thermoniphas rutshurensis ingår i släktet Thermoniphas och familjen juvelvingar. Inga underarter finns listade i Catalogue of Life.